# کو لان
کو لان (به تایلندی: เกาะล้าน، به انگلیسی: Ko Lan) یا جزیره مرجانی پاتایا، با دارا بودن سواحل روشن و آب‌های شفاف یک منطقه توریستی در تایلند به حساب می‌آید که در ۱۰ کیلومتری شهر پاتایا قرار دارد و فاصله زمانی آن با قایق‌های معمولی ۳۰ تا ۴۰ دقیقه و با قایق‌های تند رو ۱۵ تا ۲۰ دقیقه است. این جزیره شامل ساحل‌های زیادی است که هرکدام ویژگی‌های خاص خود را دارا هستند. کولان ۵٫۶ کیلومتر مربع مساحت دارد.

## نگارخانه

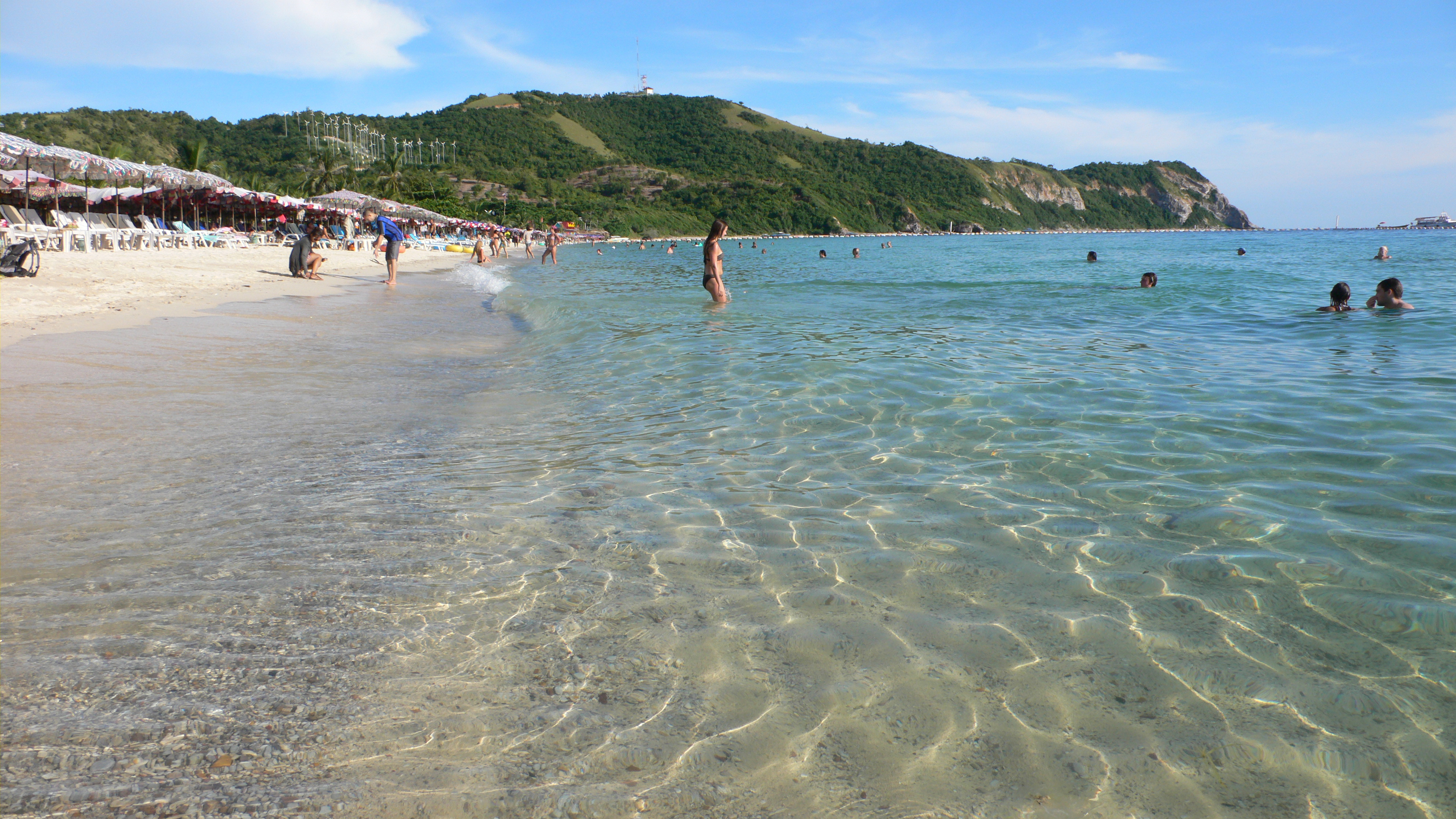
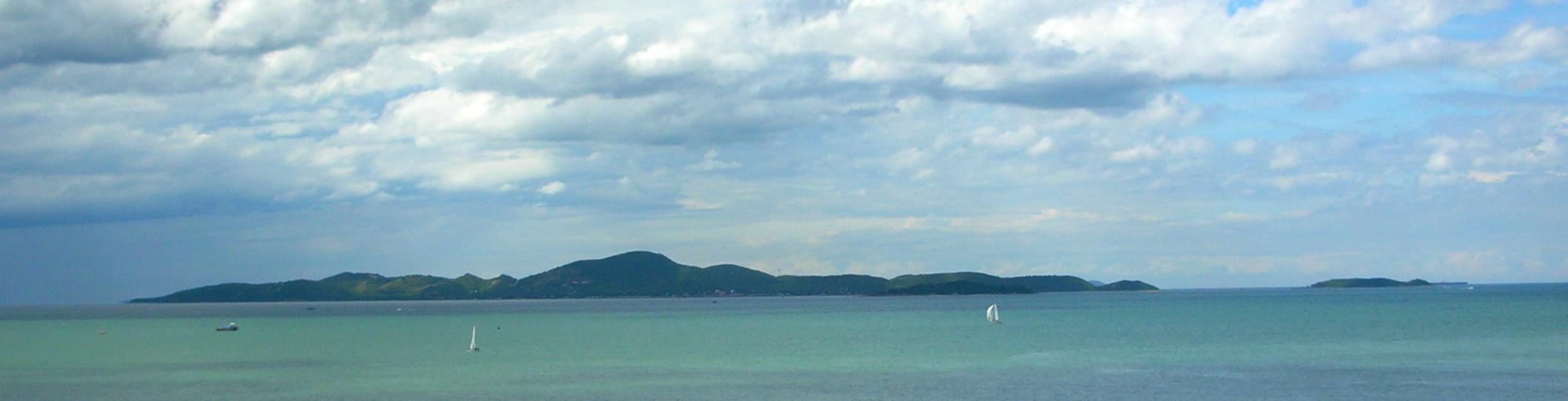
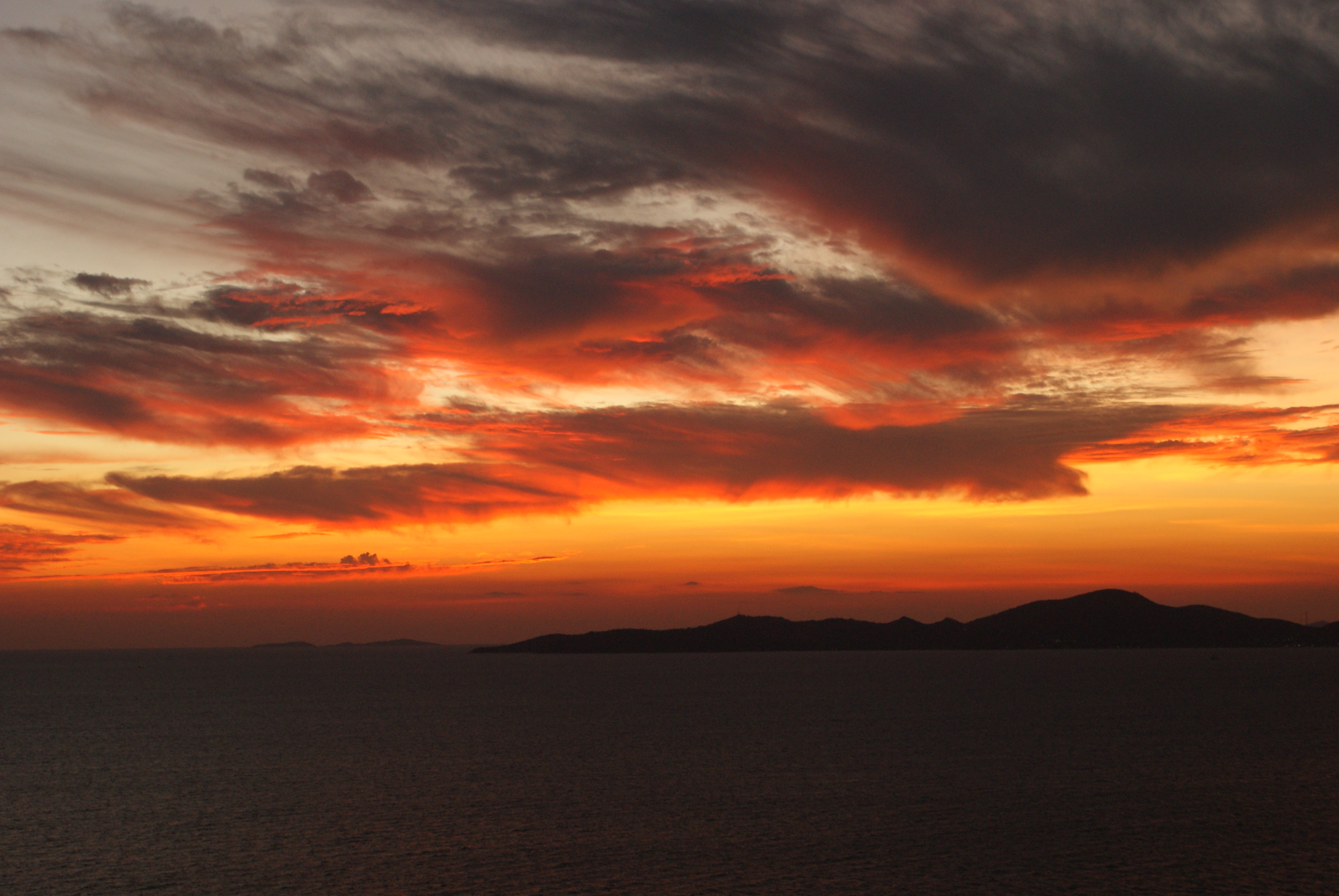
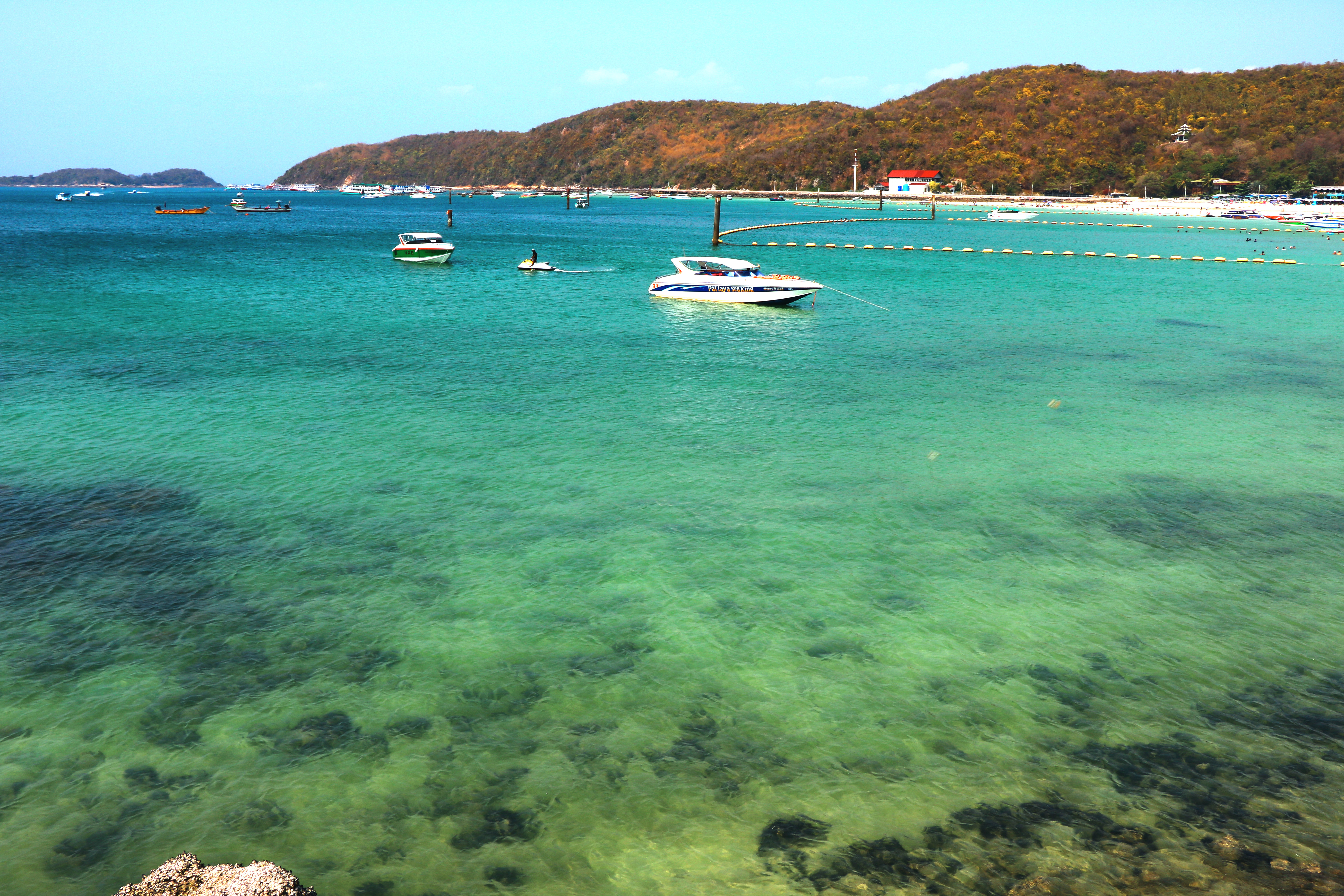